# Băng từ

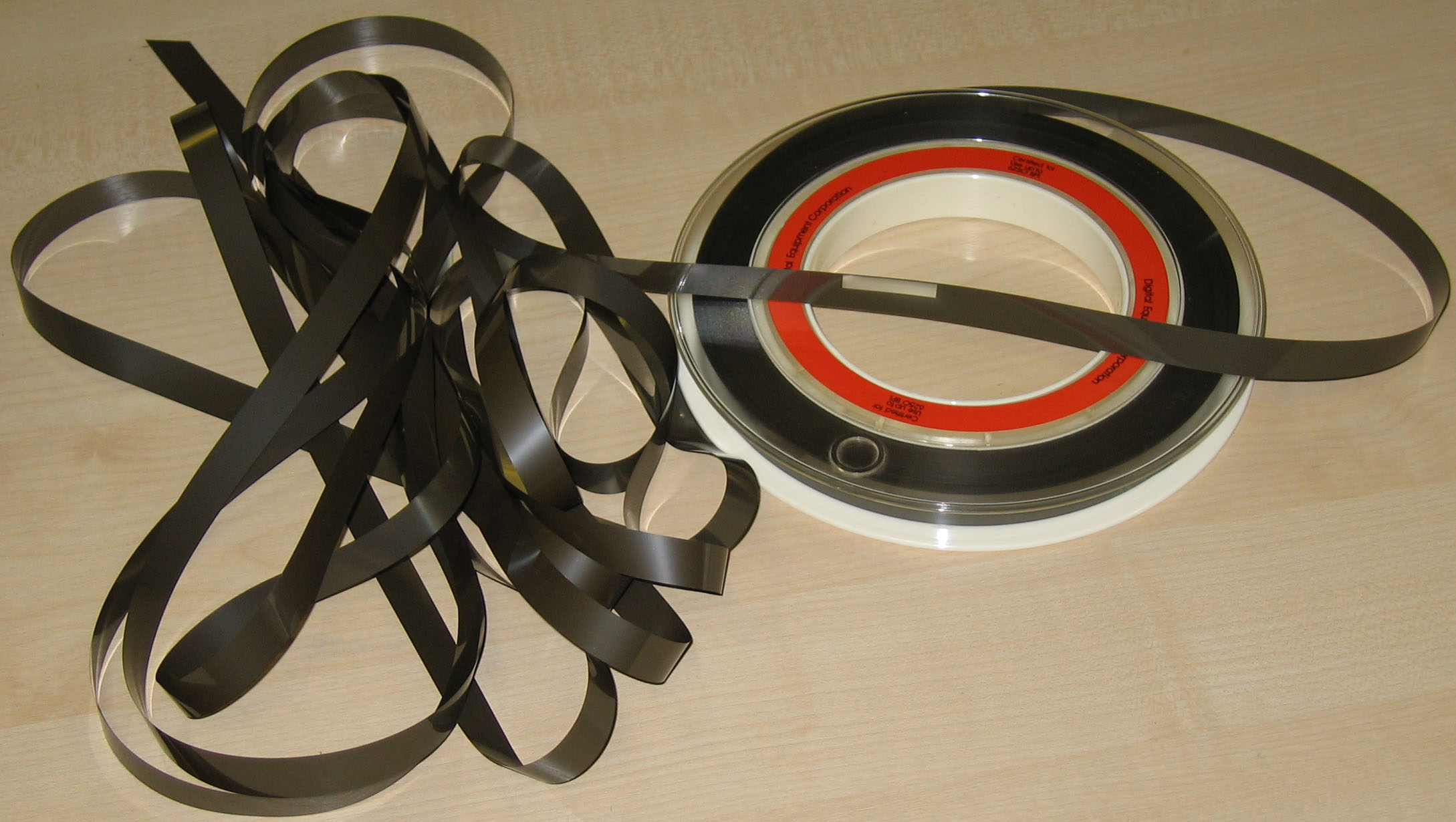
Băng từ 1/2 inch (12.7 mm)

Băng từ là phương tiện để ghi từ tính nhằm lưu giữ những tín hiệu, để sau đó có thể tái tạo được thông qua hệ thống máy điện tử . Băng được dùng trong ghi âm, ghi hình và ghi dữ liệu số. Kiểu băng từ định cỡ xác định và đóng vào hộp cố định thì gọi là cassette, có trục cấp băng và trục thu, loại nhỏ thì dùng trong ghi âm, loại to thì dùng cho ghi hình, và cả hai đều được dùng trong ghi dữ liệu số.
Băng từ tạo ra cuộc cách mạng trong ghi và phát âm thanh hồi những năm 1930. Tuy nhiên từ 1997 băng từ trở nên lỗi thời và được thay thế bằng các phương tiện ghi khác là đĩa quang, và từ 2010 là bộ nhớ flash.

## Lịch sử phát triển
Băng từ được phát triển ở Đức vào năm 1928, dựa trên "dây ghi âm từ". Băng từ được làm bằng một lớp film nhựa mỏng có phủ lớp hạt từ tính, và cắt thành dải dài và hẹp.
Các thiết bị ghi và phát lại âm thanh hoặc video bằng cách sử dụng băng từ là máy ghi băng (tape recorder) và máy ghi băng video (video tape recorder). Một thiết bị lưu trữ dữ liệu máy tính trên băng từ là một ổ băng (tape drive).
Sự ra đời băng từ tạo ra cuộc cách mạng trong thu phát âm. Nó cho phép đài phát thanh, trước đây luôn phát sóng trực tiếp, nay có thể ghi lại để phát lại sau hoặc biên tập lại từ nhiều phần, sau đó đã được trộn lẫn và chỉnh sửa với sự mất mát về chất lượng chấp nhận được. Nó cũng là một công nghệ then chốt trong phát triển máy tính sơ khai, cho phép tạo ra số lượng dữ liệu vô song, lưu trữ trong thời gian dài và truy cập nhanh.
Trong những thập kỷ gần đây, các công nghệ khác đã được phát triển có thể thực hiện chức năng của băng từ. Trong nhiều trường hợp, các công nghệ này đã thay thế băng từ. Mặc dù vậy, sự đổi mới trong công nghệ vẫn tiếp tục, và Sony và IBM tiếp tục sản xuất các băng từ mới.
Băng từ có thời gian sống hạn định. Những băng được sản xuất trong những năm 1970 và 1980 có thể bị một dạng hư hỏng gọi là hội chứng dính. Đó là do quá trình thủy phân chất kết dính trong băng, và nó có thể làm cho băng không sử dụng được.

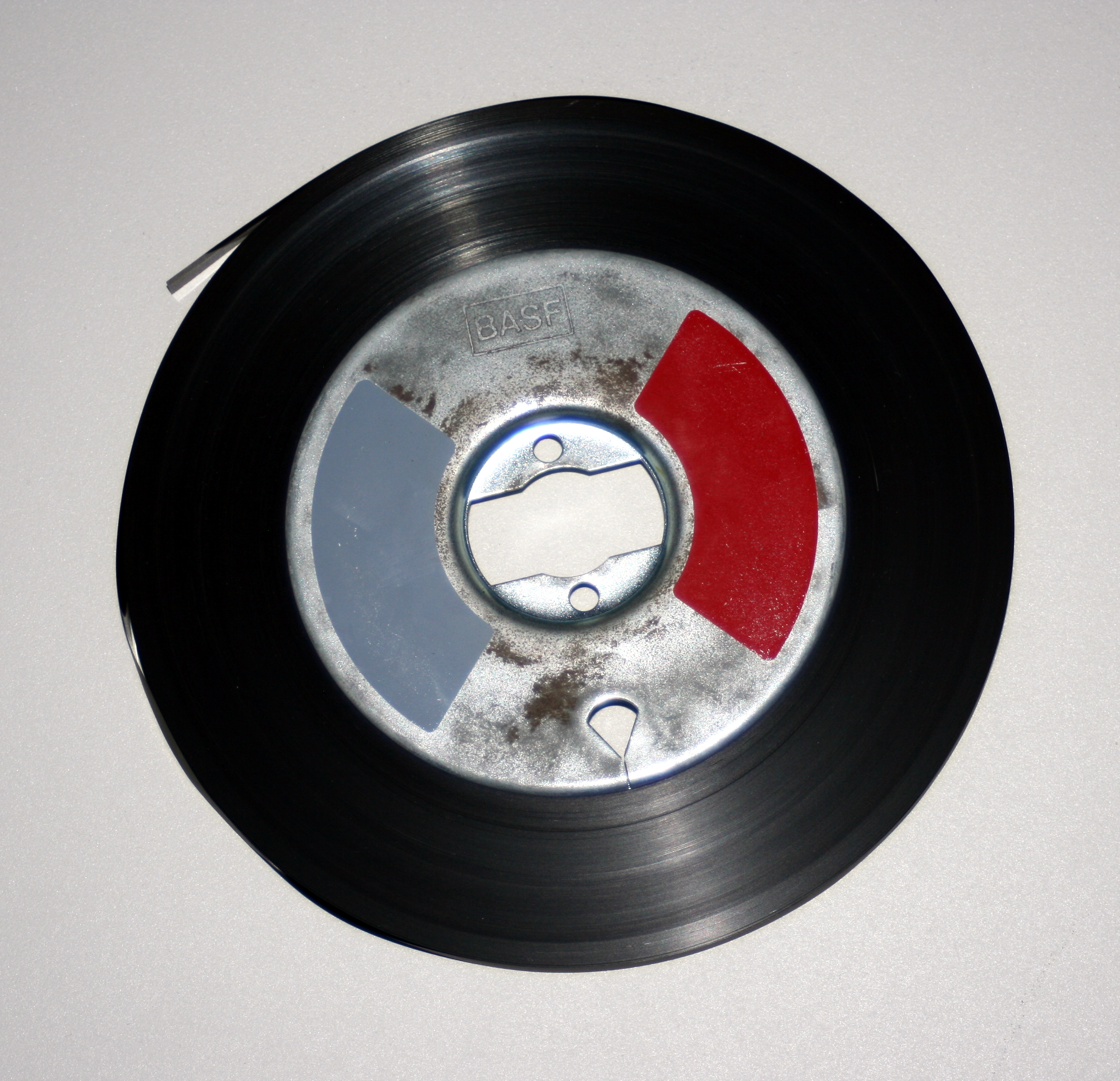
Băng ghi âm
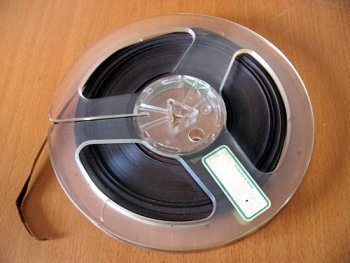
Băng ghi âm 1/4 inch
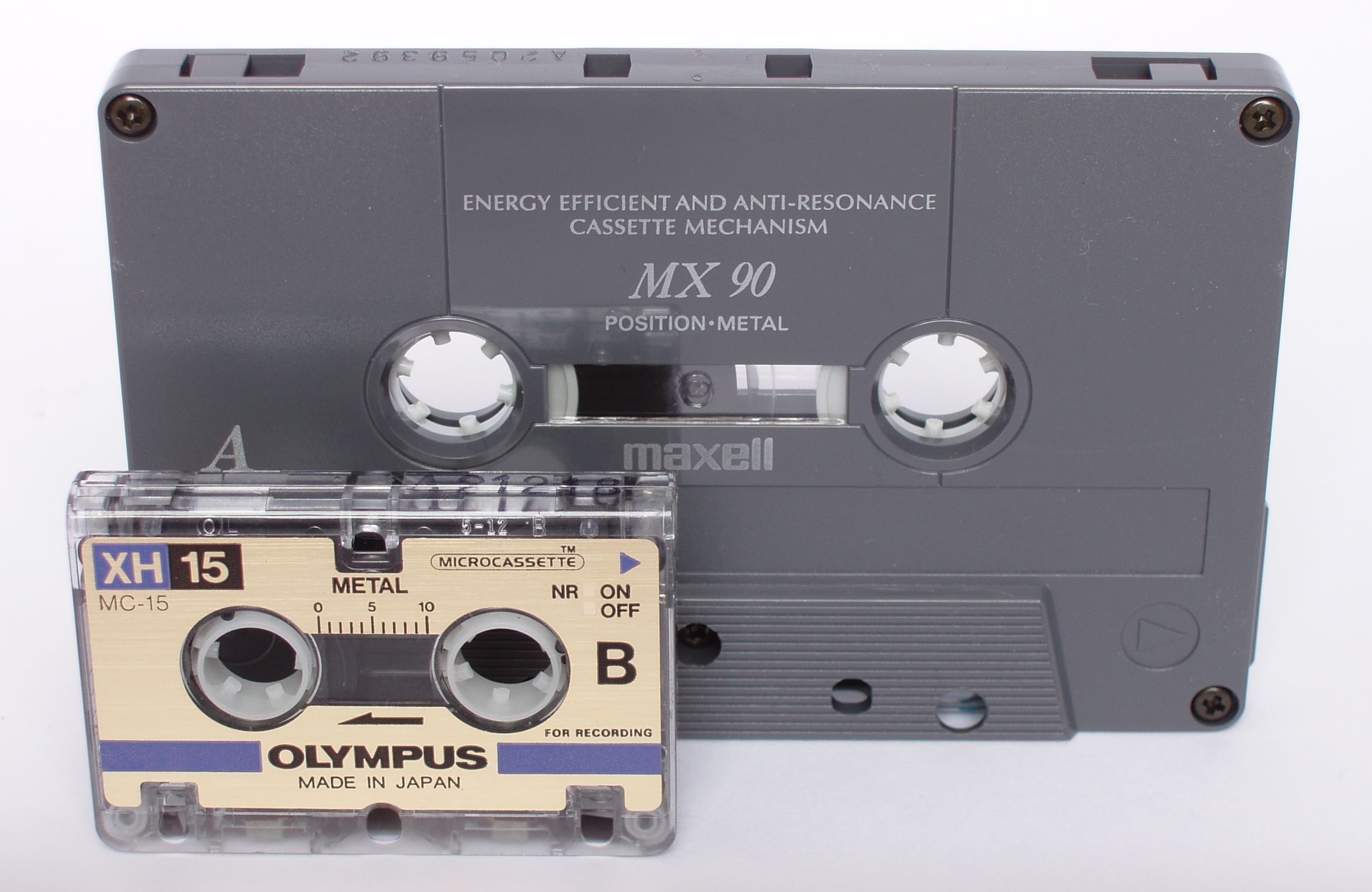
Cassette ghi âm
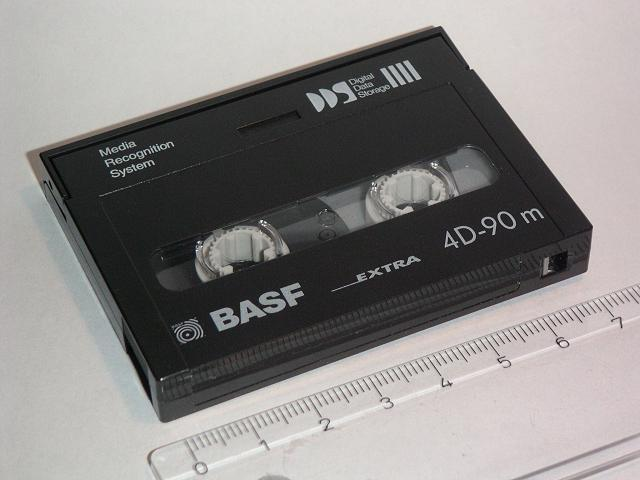
Cartridge ghi âm số
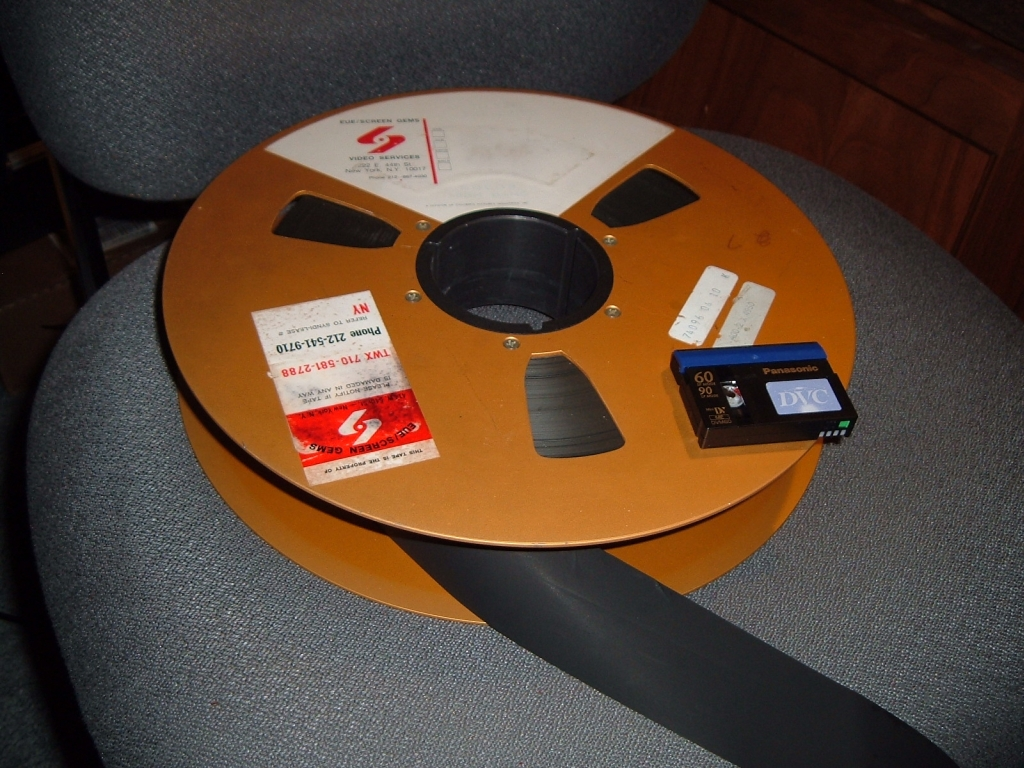
2 inch Videoband
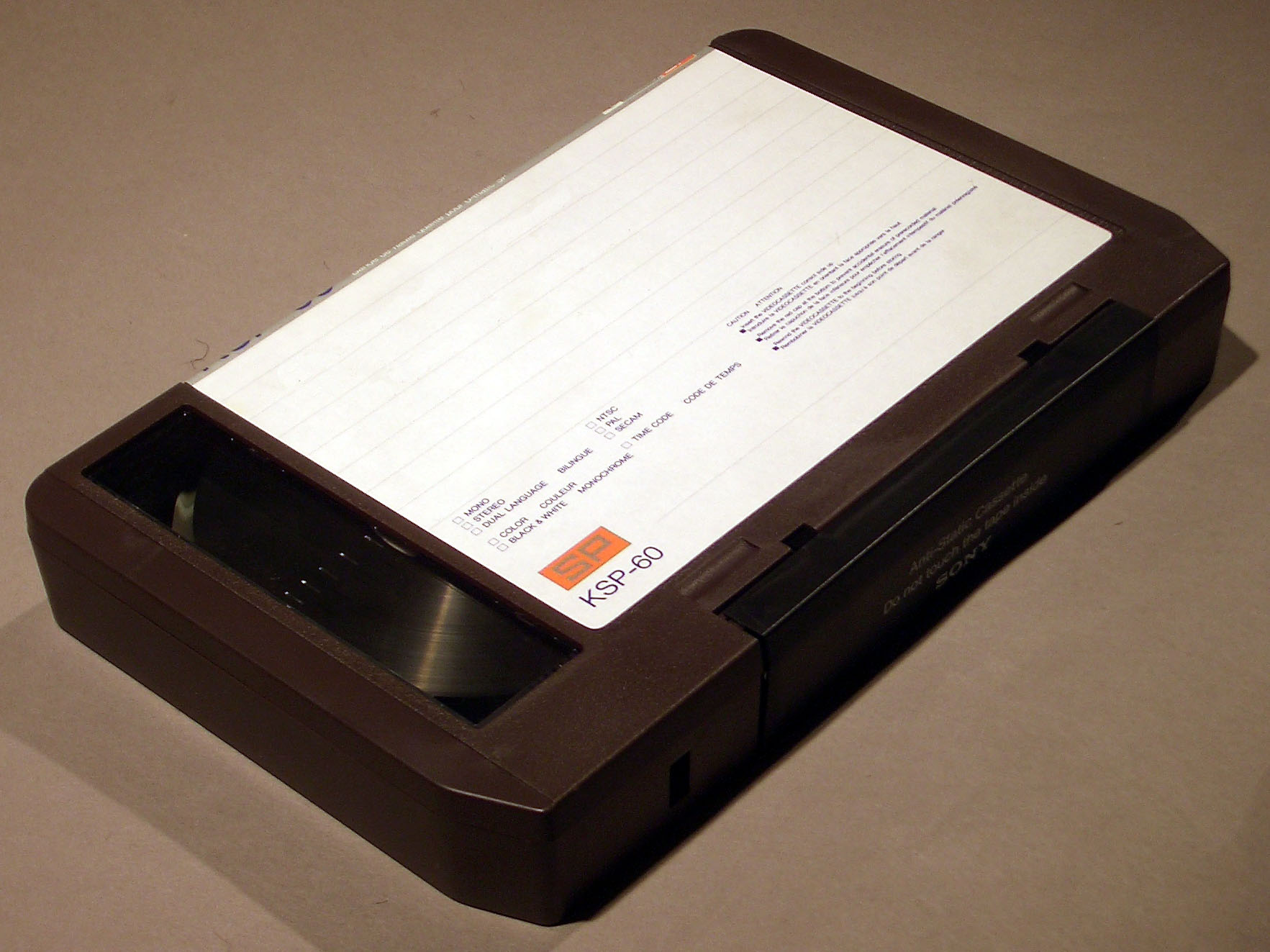
U-matic Cassette
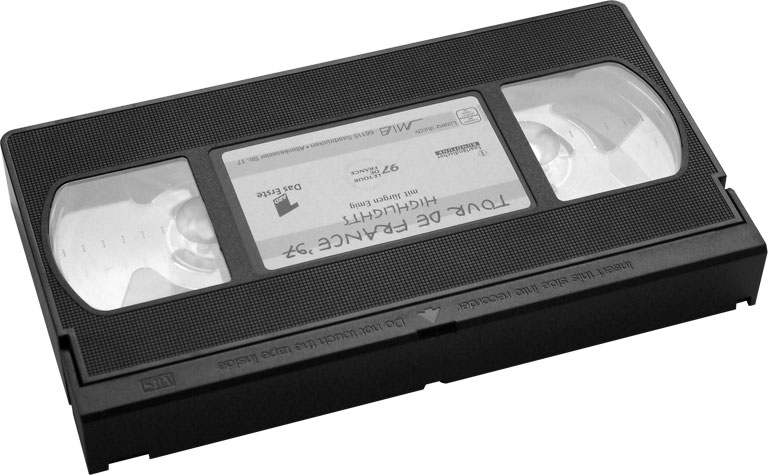
VHS Cassette
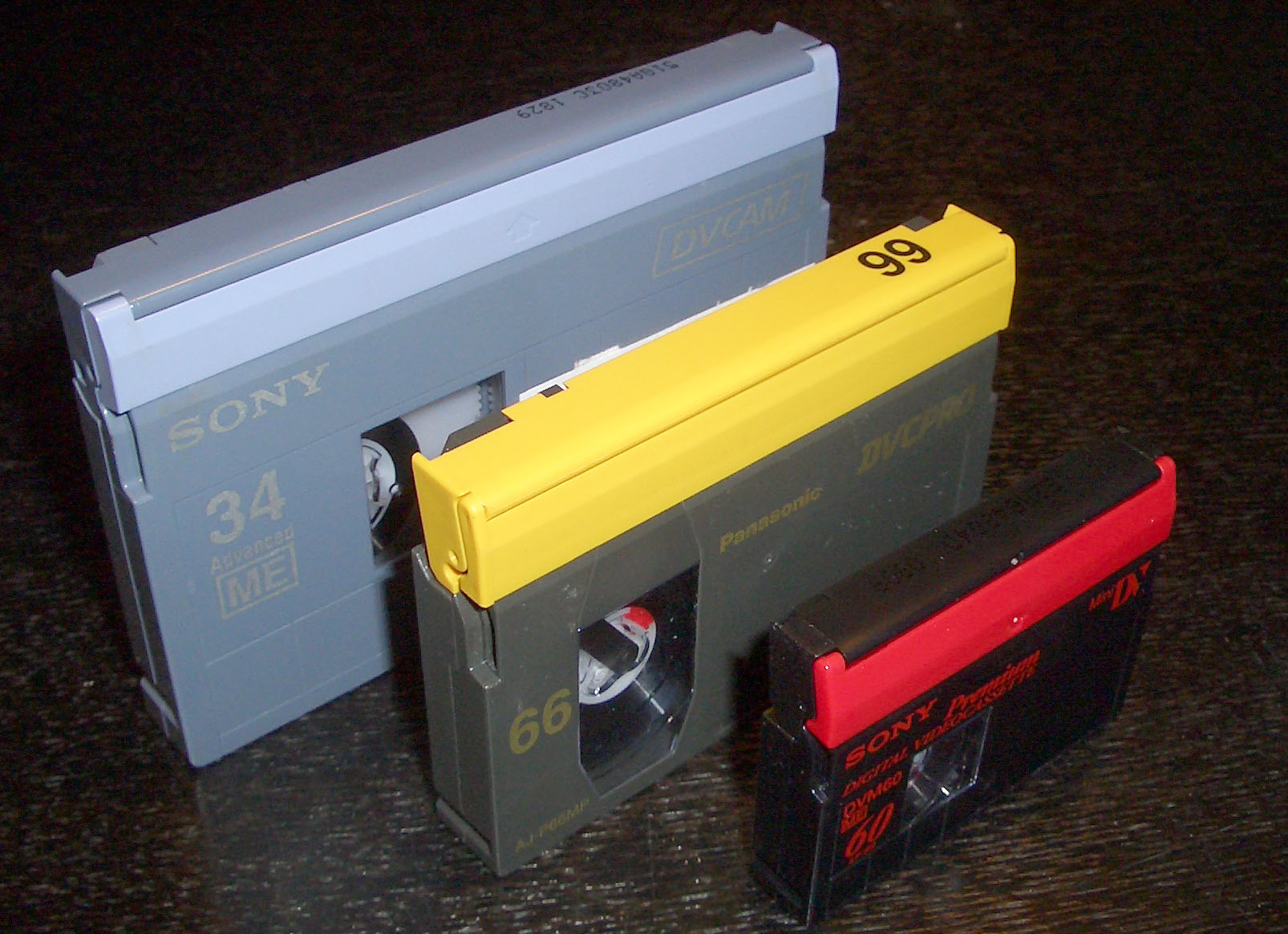
Băng video số DVCAM-L, DVCPRO-M, MiniDV